# Azory (Kraków)

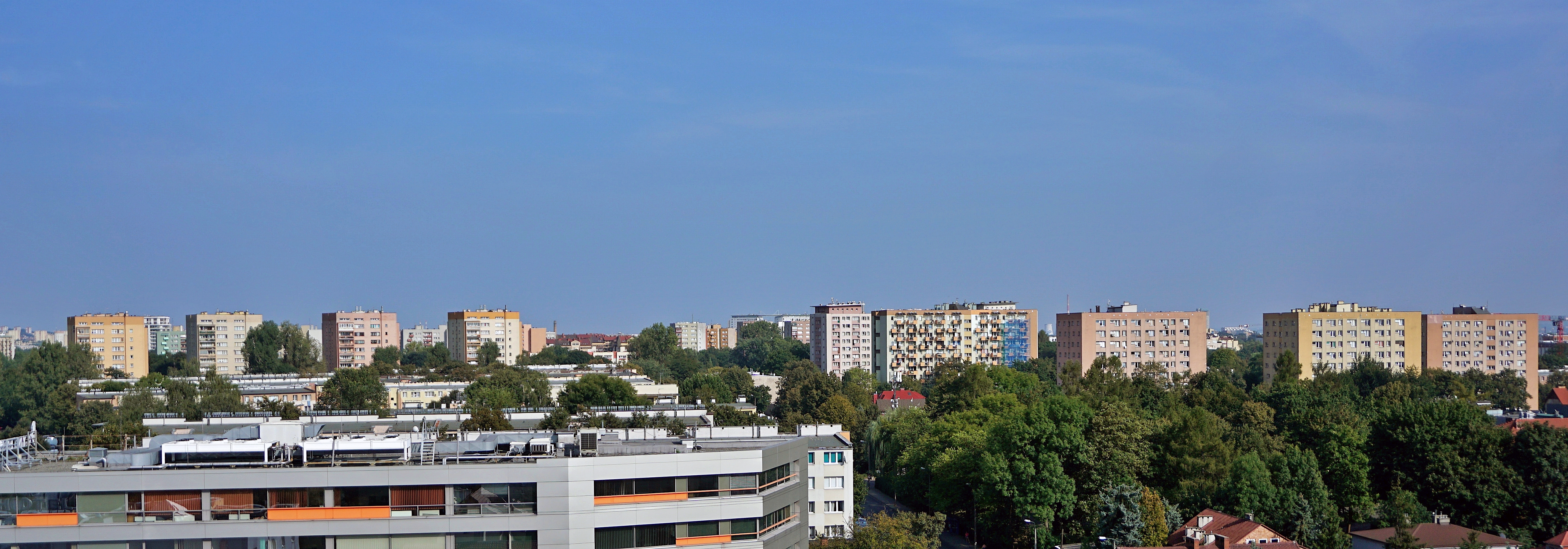
Panorama osiedla

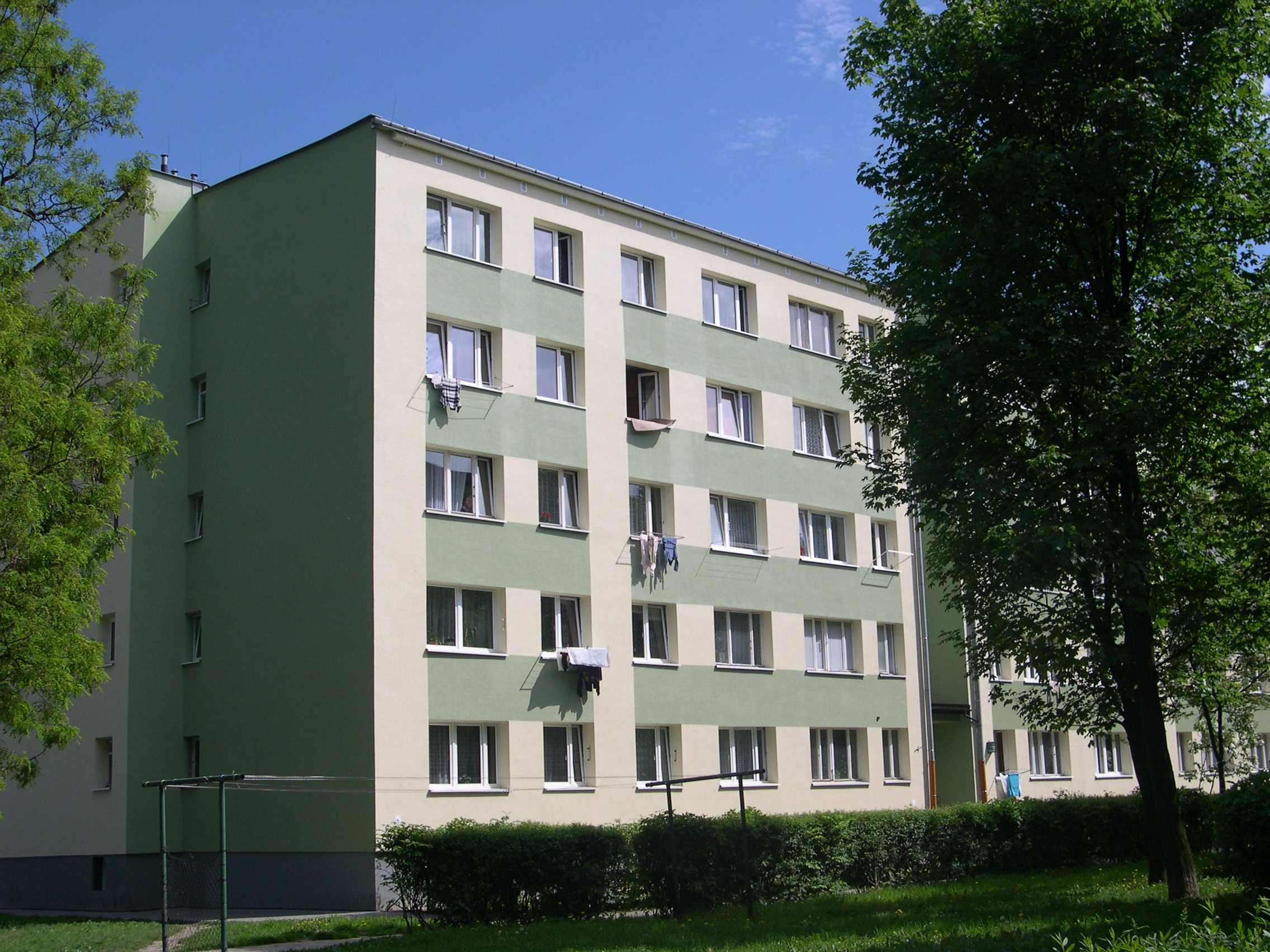
Blok mieszkalny (2006)

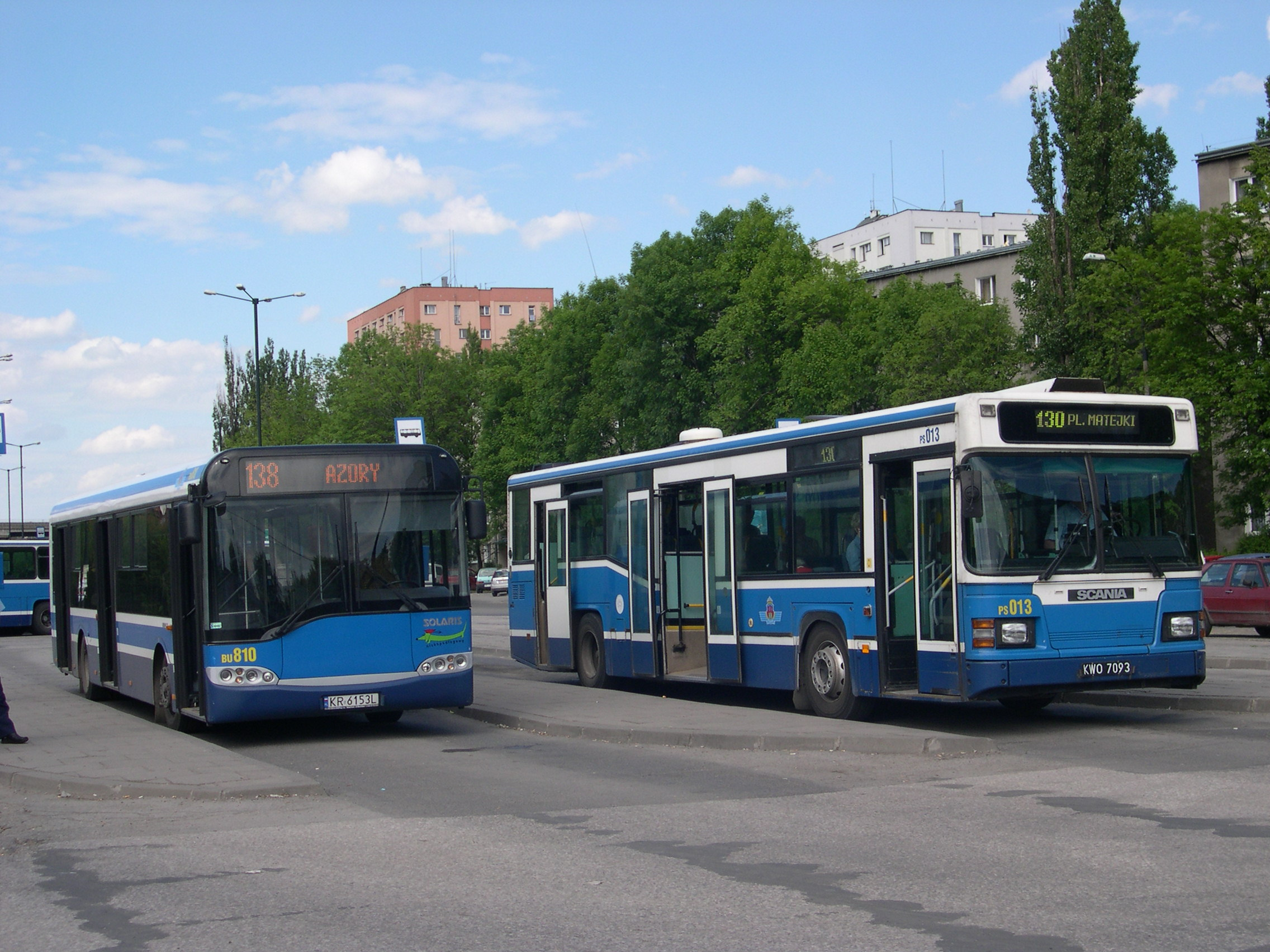
Pętla autobusowa na Azorach (2006)

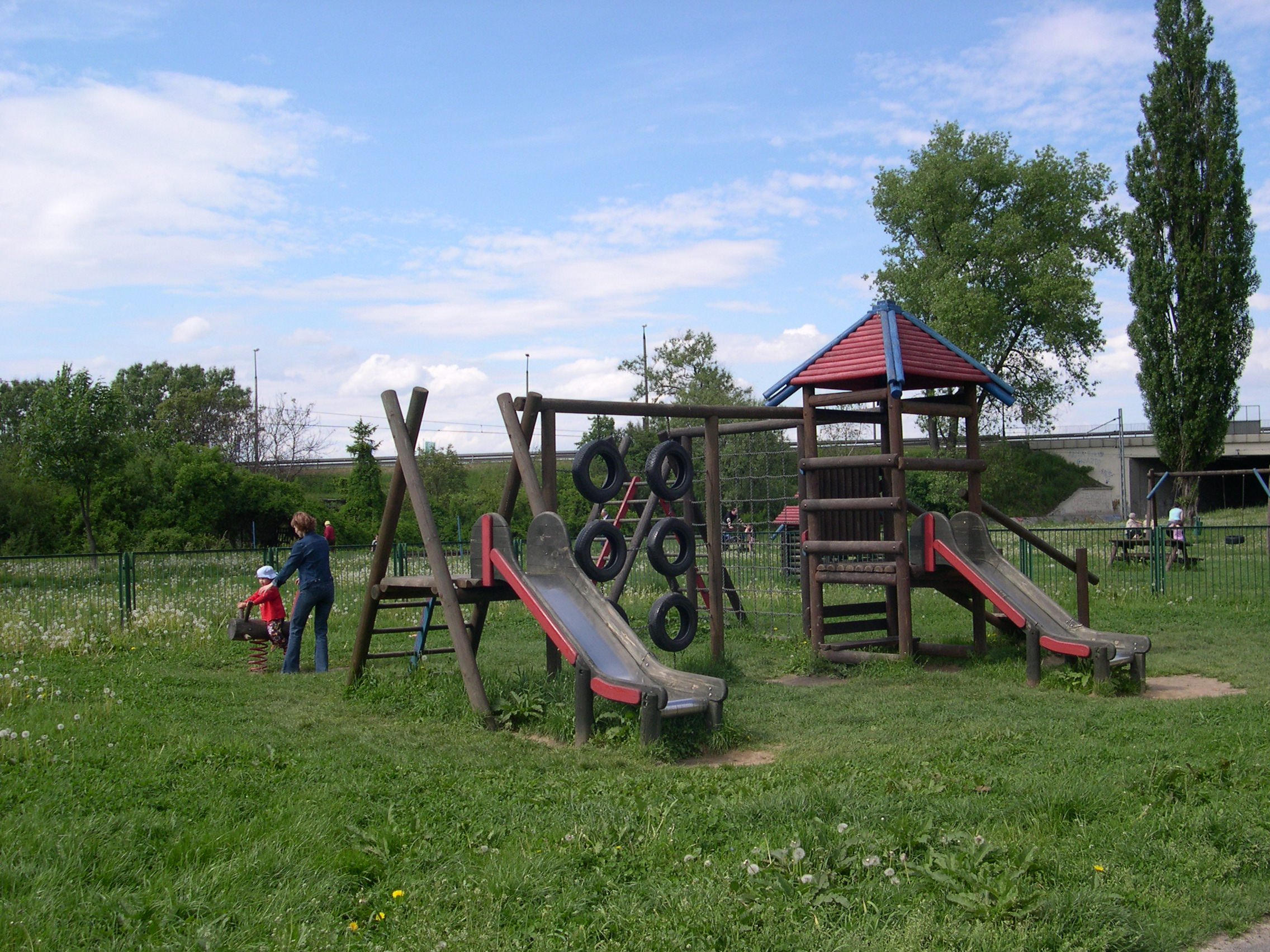
Plac zabaw na Azorach (2006)

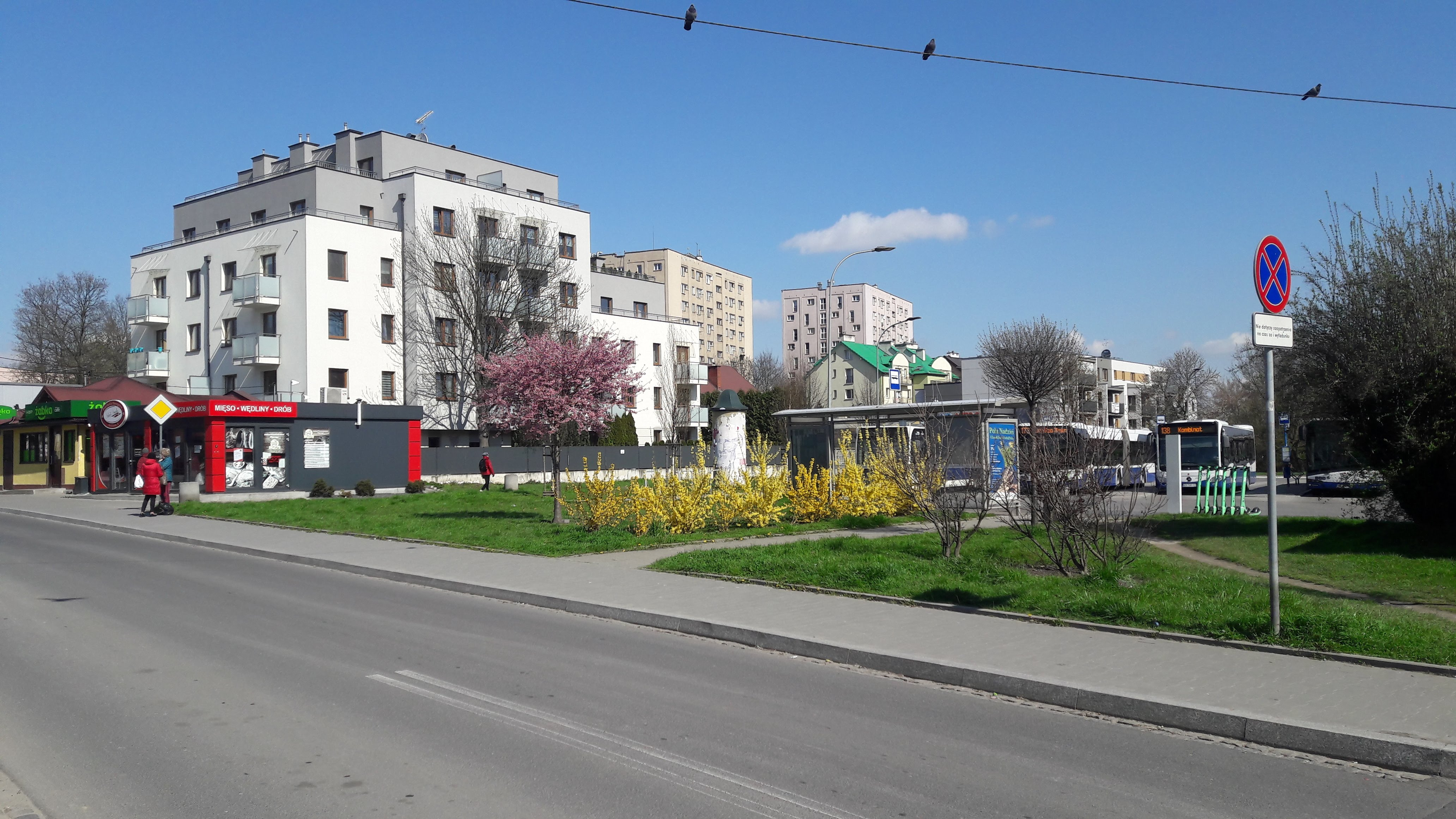
Okolice pętli autobusowej Azory wiosną 2021 roku

Azory – osiedle Krakowa, należące do Dzielnicy IV Prądnik Biały. Jest to jedno z największych osiedli mieszkaniowych w Krakowie. Do głównych ulic Azorów należą: ul. Makowskiego, ul. Stachiewicza, ul. Chełmońskiego, ul. Radzikowskiego, ul. Weissa, ul. Czerwieńskiego i ul. Jaremy oraz do mniejszych np.: ul. Różyckiego, ul. Pużaka, ul. Gnieźnieńska, ul. Elsnera, ul. Wysockiego, ul. Niska, ul. Palacha, ul. Lentza.

## Historia
Azory zostały zbudowane na terenie Bronowic Wielkich, dawnego przedmieścia Krakowa. Jego zabudowę rozpoczęto w 1932 roku. Powstało wtedy osiedle tanich, murowanych domków jednorodzinnych, zbudowanych przez rzemieślników i kolejarzy. Nazwa osiedla pochodzi od archipelagu Azory, znanego głównie z powodu katastrofy lotniczej w 1929 roku, w której podczas próby przelotu przez Atlantyk zginął major Ludwik Idzikowski. Na Prądniku Białym i na Azorach powstały po drugiej wojnie światowej wielkie osiedla mieszkaniowe. Wśród tej monotonnej architektury wyróżnia się na Azorach Kościół Niepokalanego Poczęcia Najświętszej Maryi Panny (ul. Chełmońskiego 41), którego podwaliny powstały pod koniec lat 30. XX wieku. Na przełomie 1939 i 1940 roku została przeniesiona kaplica z ul. Niskiej (obecnie myjnia samochodowa) do niewykończonego budynku kościoła. Władze komunistyczne po wielu zabiegach społeczeństwa wydały zgodę na rozbudowę kościoła.
W latach 1962–1977 wzniesiono tu według projektu M. Turskiego i J. Chamuczyńskiego budynki pięcio- i jedenastokondygnacyjne, powstałe technologii wielkopłytowej. Mniejsze z nich znajdują się w znacznej mierze przy ulicach: Makowskiego, Stachiewicza, Czerwieńskiego, Jaremy i Weissa, a te 11-kondygnacyjne przy ulicach: Różyckiego, Chełmońskiego, Jaremy i Stachiewicza. Domy jednorodzinne położone są w pobliżu ulic Chełmońskiego, Radzikowskiego i Murarskiej.

## Położenie
W obecnym kształcie Azory usytuowane są między ul. Radzikowskiego, parkiem Wyspiańskiego powstałym na miejscu dawnego fortu nr 9, ul. Opolską oraz torami kolejowymi.

## Infrastruktura
- Niepubliczny Zakład Opieki Zdrowotnej Praktyka Lekarska „Azory” Spółka z o.o. (ul. Nałkowskiego 1)
- Niepubliczny Zakład Opieki Zdrowotnej nMed s.c. (ul. Radzikowskiego 17/2)
- Gimnazjum nr 14 (przeniesione do LO)
- Szkoła Podstawowa nr 119 przy ulicy Czerwieńskiego
- Szkoła Podstawowa nr 113 przy ulicy Stachiewicza
- Liceum Ogólnokształcące nr 14 przy ulicy Chełmońskiego (od 1956 r. w budynku Szkoły Podstawowej nr 15 i LO nr 12)
- Sanepid ul. Stanisławskiego 1 (w budynku dawnej Szkoły Podstawowej nr 15, a następnie ośrodka zdrowia)
- 4 przedszkola
- żłobek[2] Filemon na ul. Murarskiej 3B
- Kościół Niepokalanego Poczęcia NMP – rozbudowany w latach 1972–1979 według projektu P. Gawora i M. Grabackiej. Kościół posiada obrazy i ołtarz Jerzego Nowosielskiego[1]
- pętla autobusowa
- kościół św. Jacka zbudowany w latach 2006–2008
- Biblioteka Kraków – Filia 16 (ul. Radzikowskiego 29)

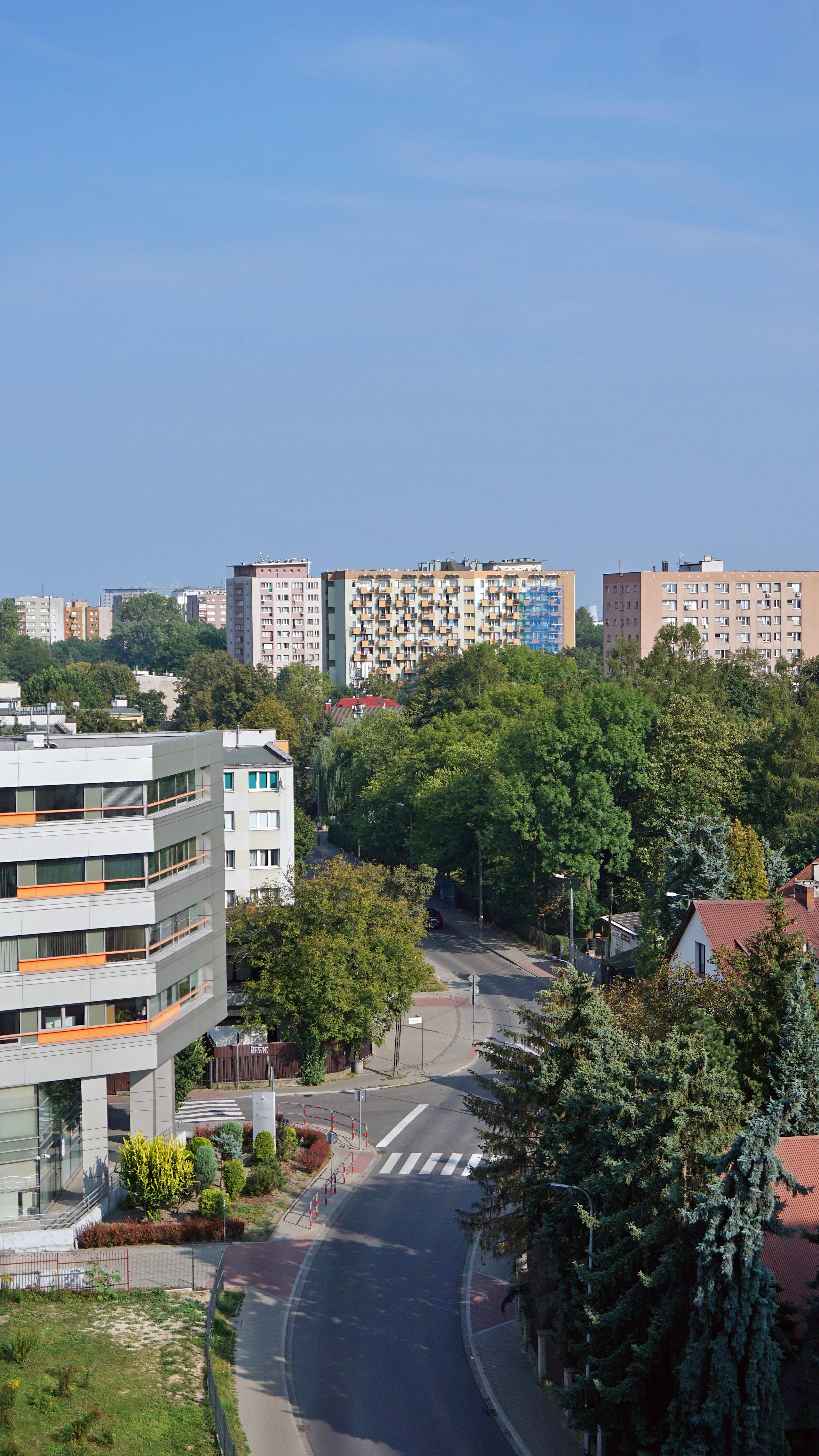
Ulica Ludomira Różyckiego, jedna z ulic przebiegających przez osiedle

- Ulica Ludomira Różyckiego, jedna z ulic przebiegających przez osiedlekilka placówek handlowych

## Komunikacja
Od 1974 na osiedlu, przy ulicy Wojciecha Weissa i Marii Jaremy, znajduje się pętla autobusowa MPK Kraków, oferująca niewielką liczbę połączeń. Pomimo dość znacznej odległości mieszkańcy korzystają również z przystanku tramwajowego Bronowice.
Tutaj swoją trasę kończą autobusy o numerach: 130 – Dworzec Główny Zachód, 138 – Kombinat, 173 – Nowy Bieżanów Południe. Kursują tu także linie: 140 – Radzikowskiego Osiedle i Nowy Kleparz, 168 – Krowodrza Górka i Chełmońskiego Pętla oraz autobus nocny: 904 – Wieliczka i Prądnik Biały.
Najbliżej Azorów kursują także tramwaje (przystanek Bronowice):

4 – Wzgórza Krzesławickie, 8 – Borek Fałęcki, 13 – Nowy Bieżanów, 14 – Mistrzejowice, 24 – Kurdwanów, 44 – Kopiec Wandy,

oraz tramwaj nocny 64 – Osiedle Piastów (stan komunikacji zbiorowej na styczeń 2018).
Postoje taxi znajdują się przy ul. Jaremy i ul. Makowskiego.
Osiedle boryka się od wielu lat z problemami komunikacyjnymi. Na nielicznych ulicach łączących os. Azory z innymi częściami miasta tworzą się zatory drogowe. Z tego względu planowana jest budowa linii tramwajowej, łączącej Azory z pętlą tramwajową na Krowodrzy Górce i Krakowskim Szybkim Tramwajem. Linia ta ma być gotowa w 2024. Linia zakończona będzie tzw. przejazdówką służącą do zmiany kierunku jazdy, a tradycyjna pętla będzie zbudowana przy Galerii Bronowice w ramach dalszego etapu prac zakładającego przedłużenie linii na zachód.

## Galeria

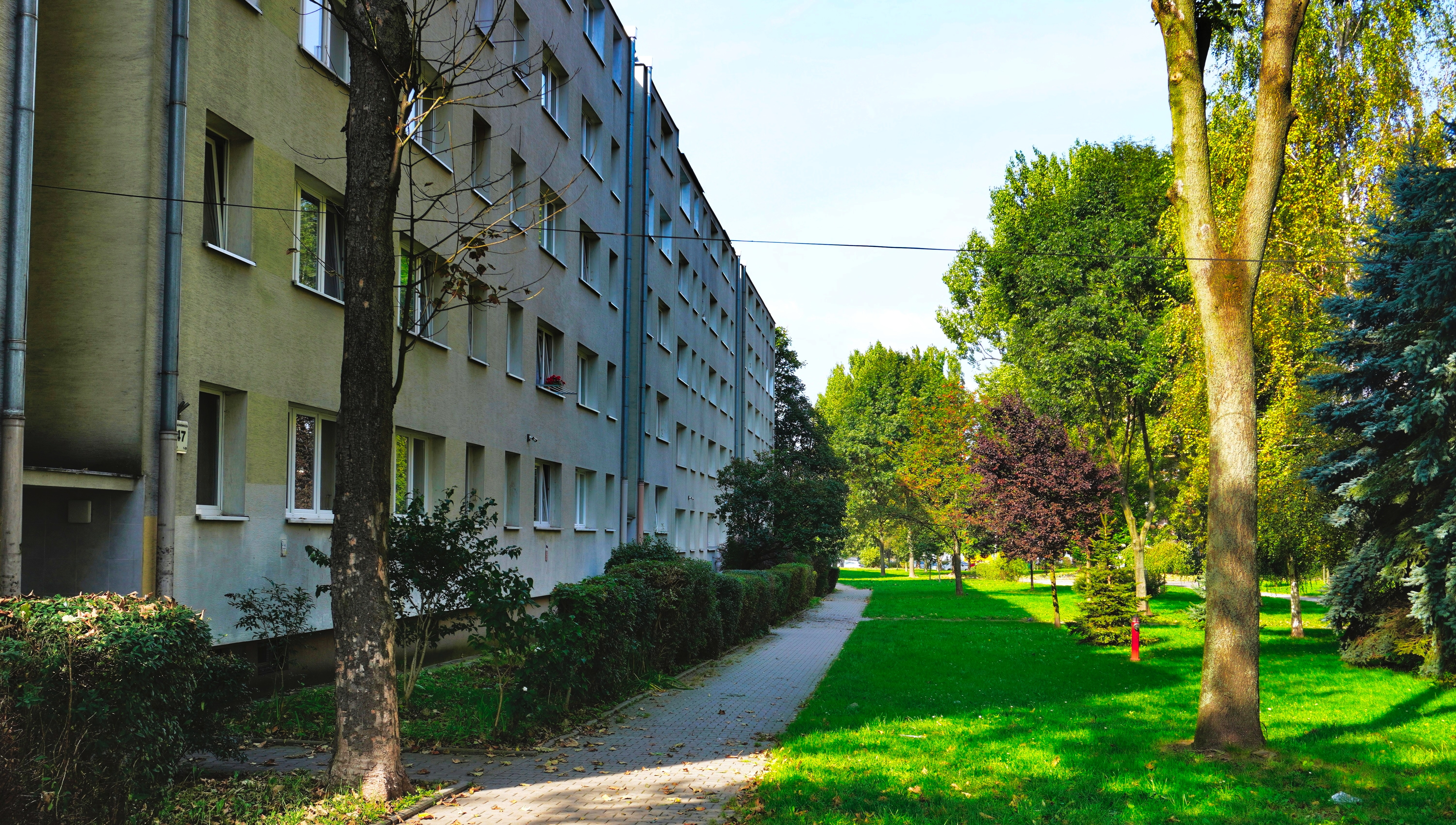
Wnętrze osiedla, blok przy ul. Stachiewicza 47
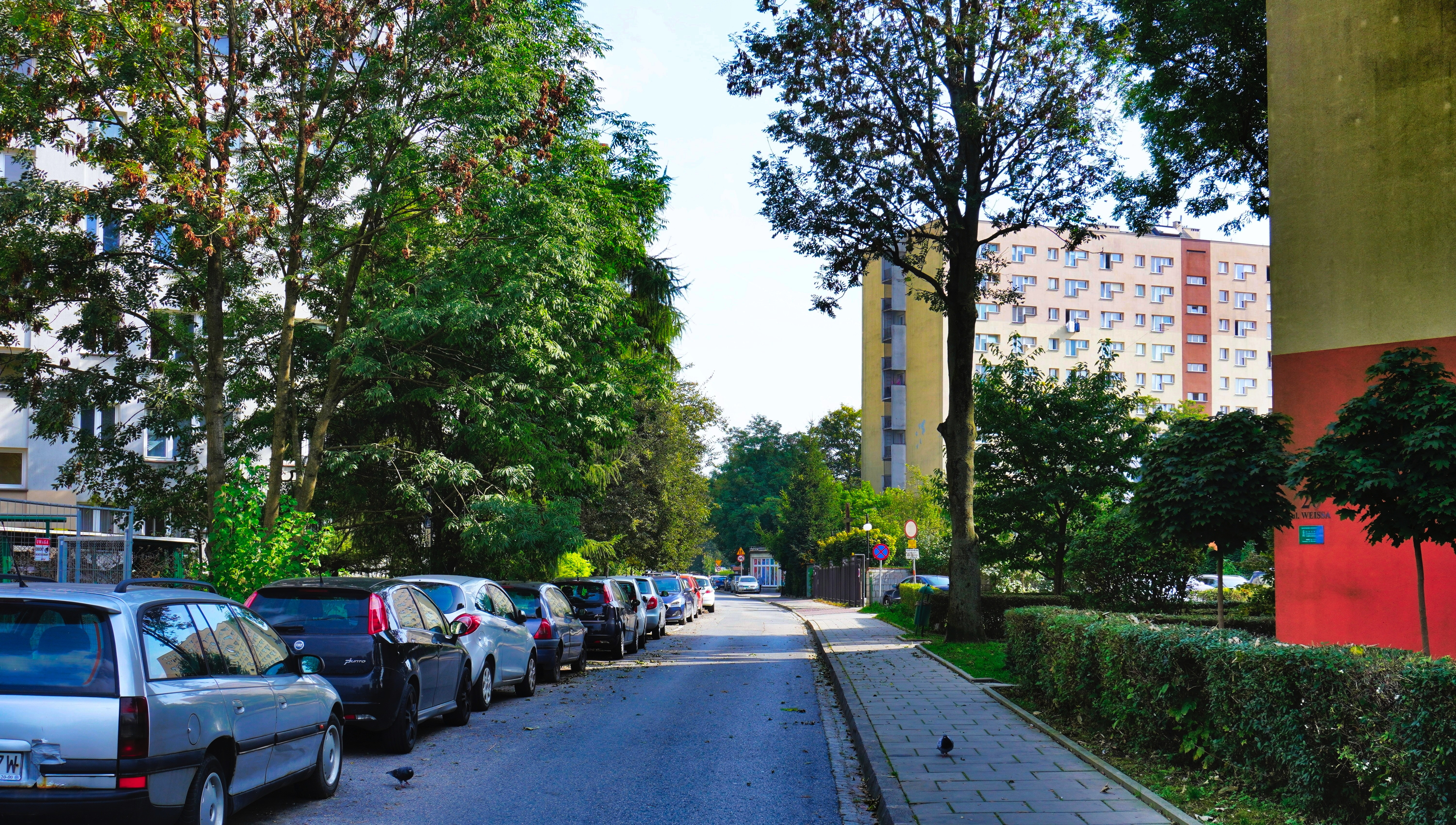
Zabudowa osiedla wzdłuż ul. Chełmońskiego
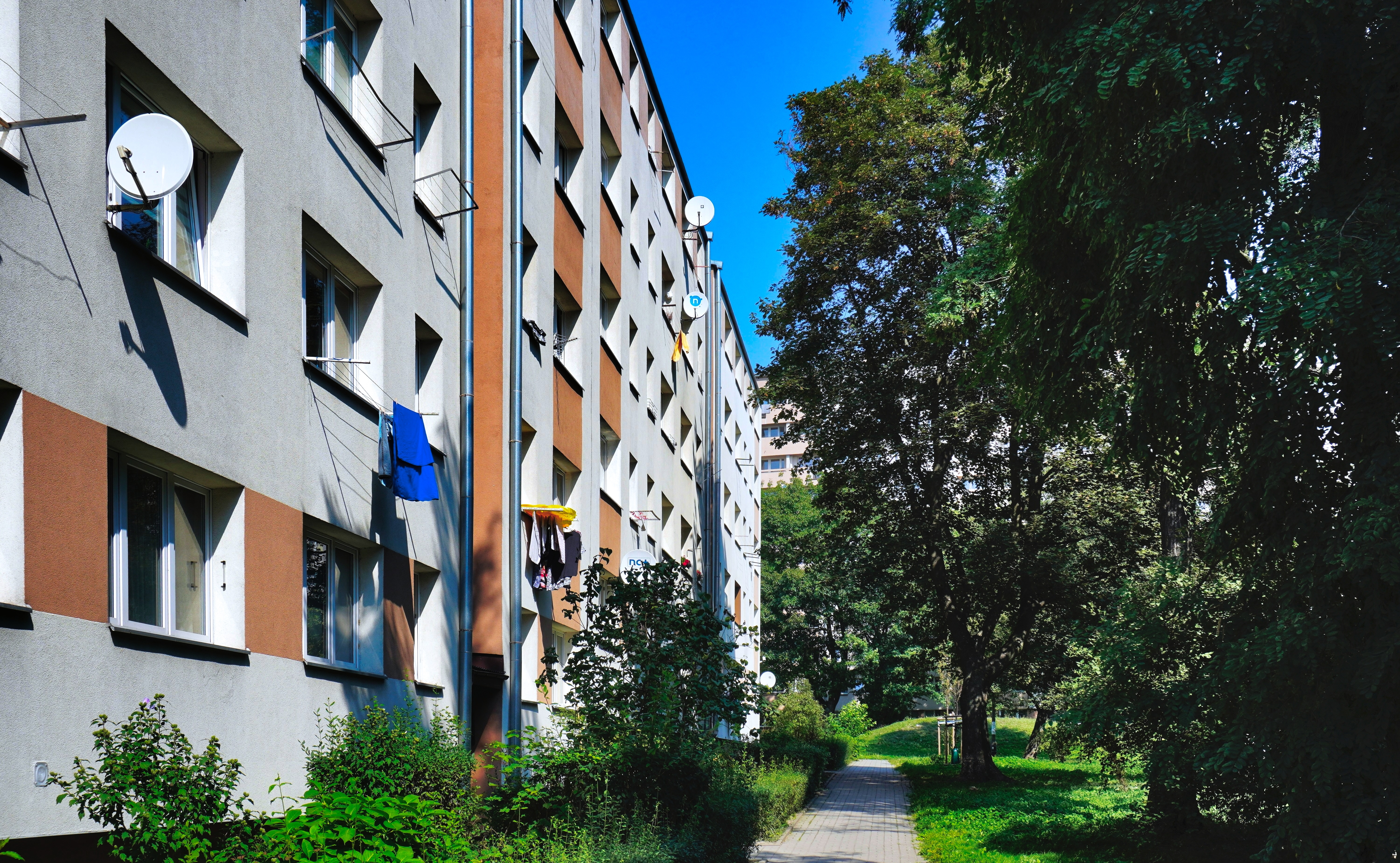
Wnętrze osiedla, blok przy ul. Lentza 6
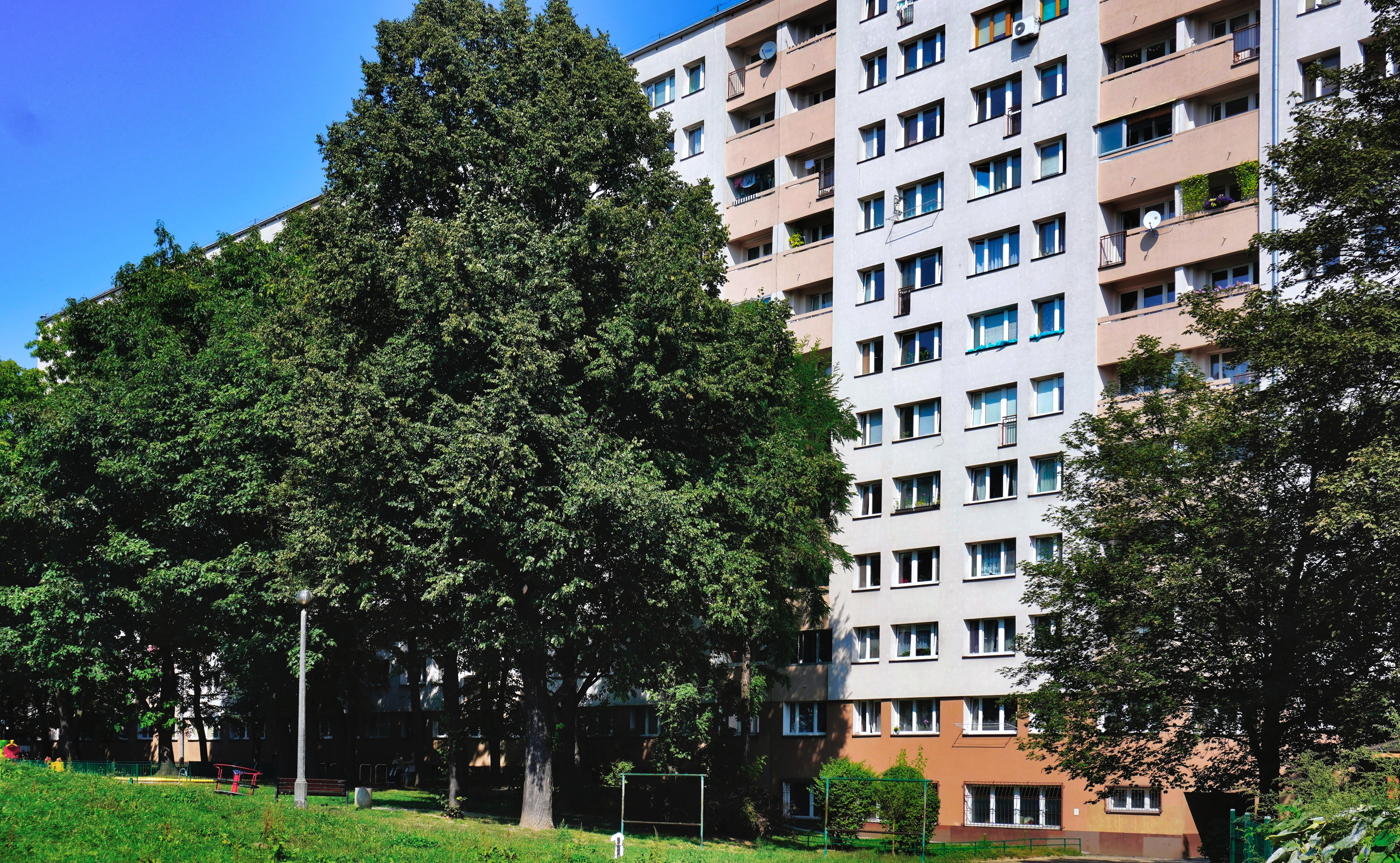
Wnętrze osiedla, tereny zielone, blok przy ul. Jaremy 1–15
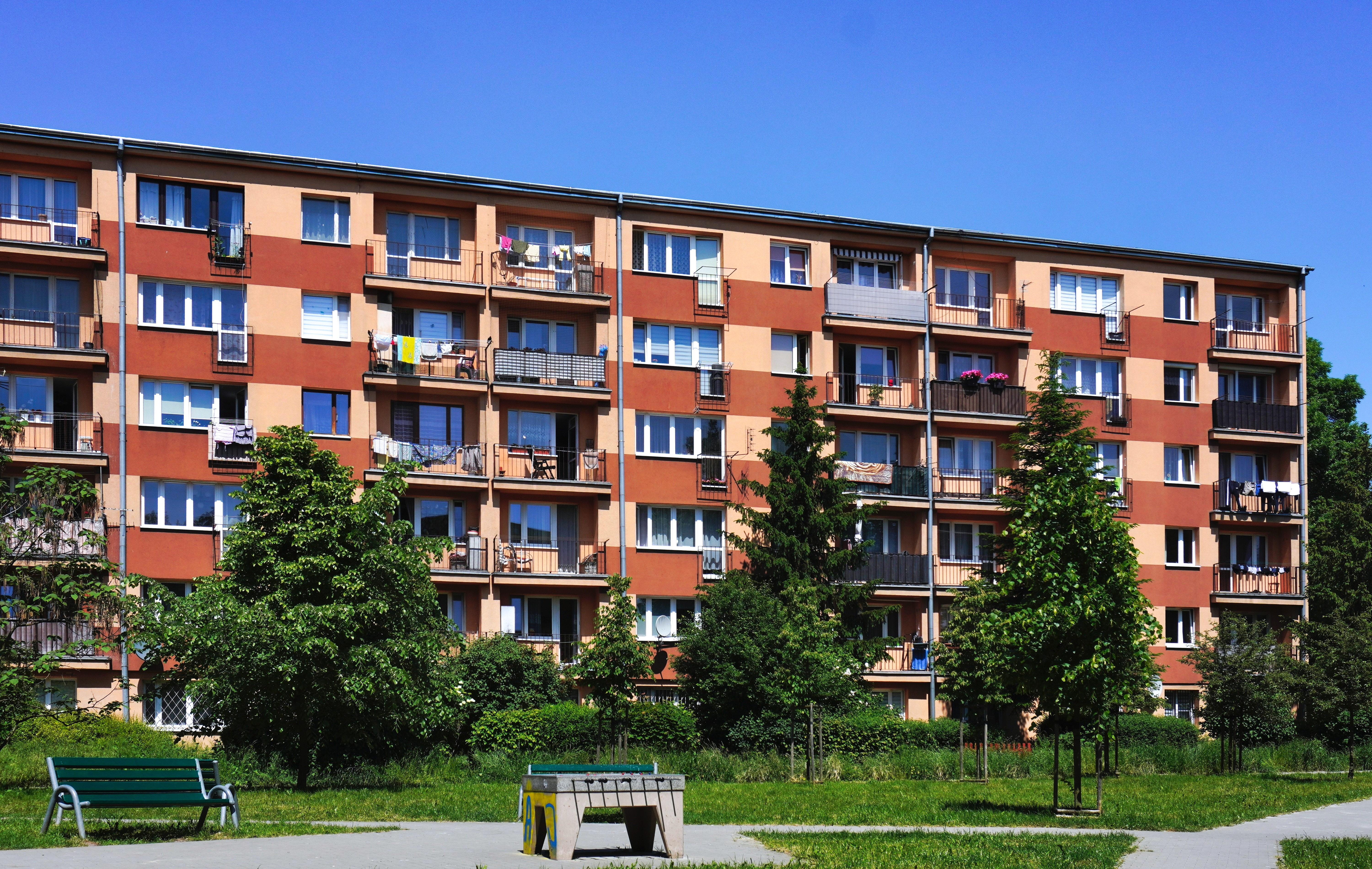
Wnętrze osiedla, blok przy ul. Stachiewicza 25
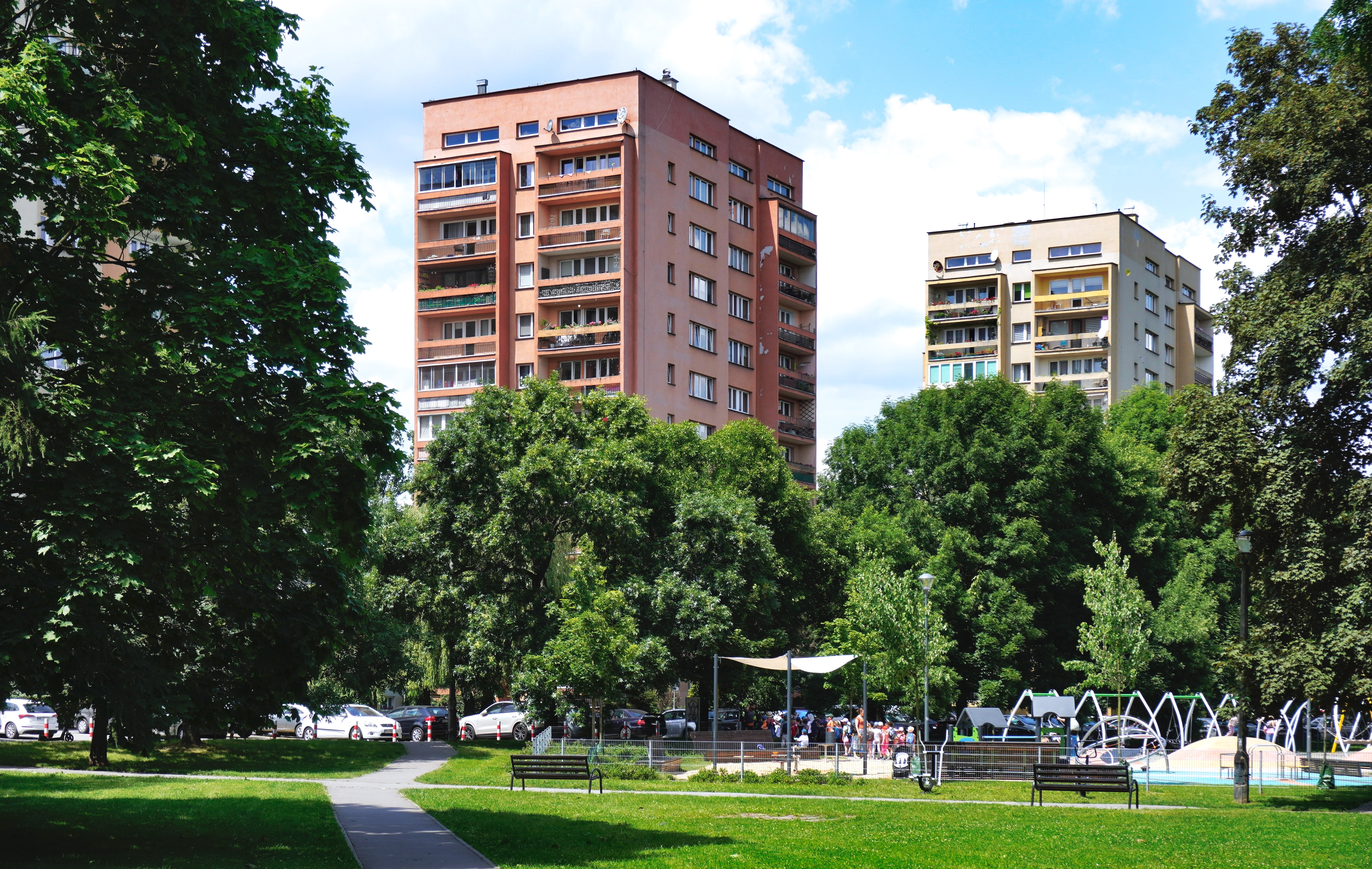
Wnętrze osiedla, tereny zielone, bloki przy ul. Palacha 5 i 7
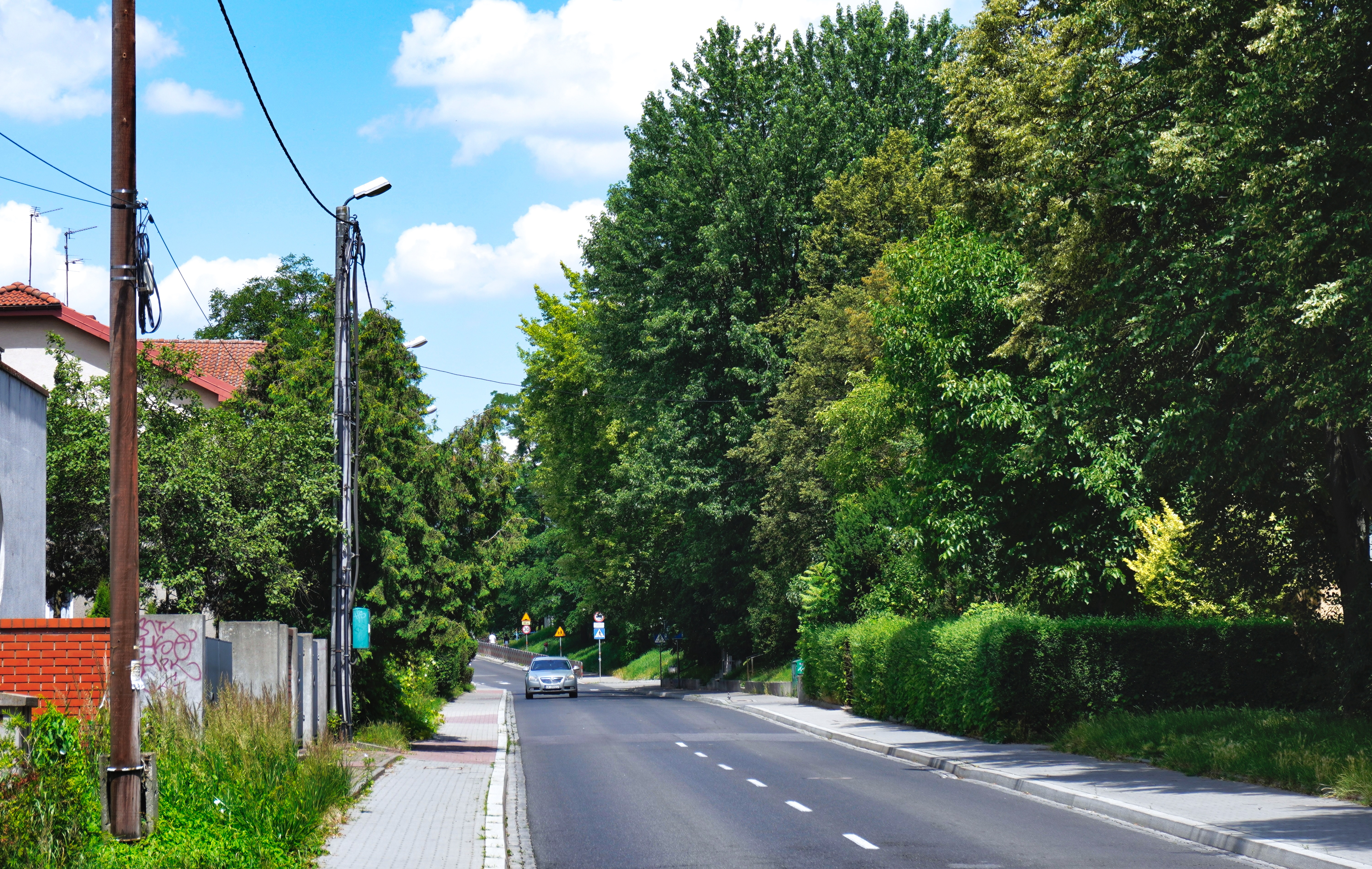
Ulica Piotra Stachiewicza
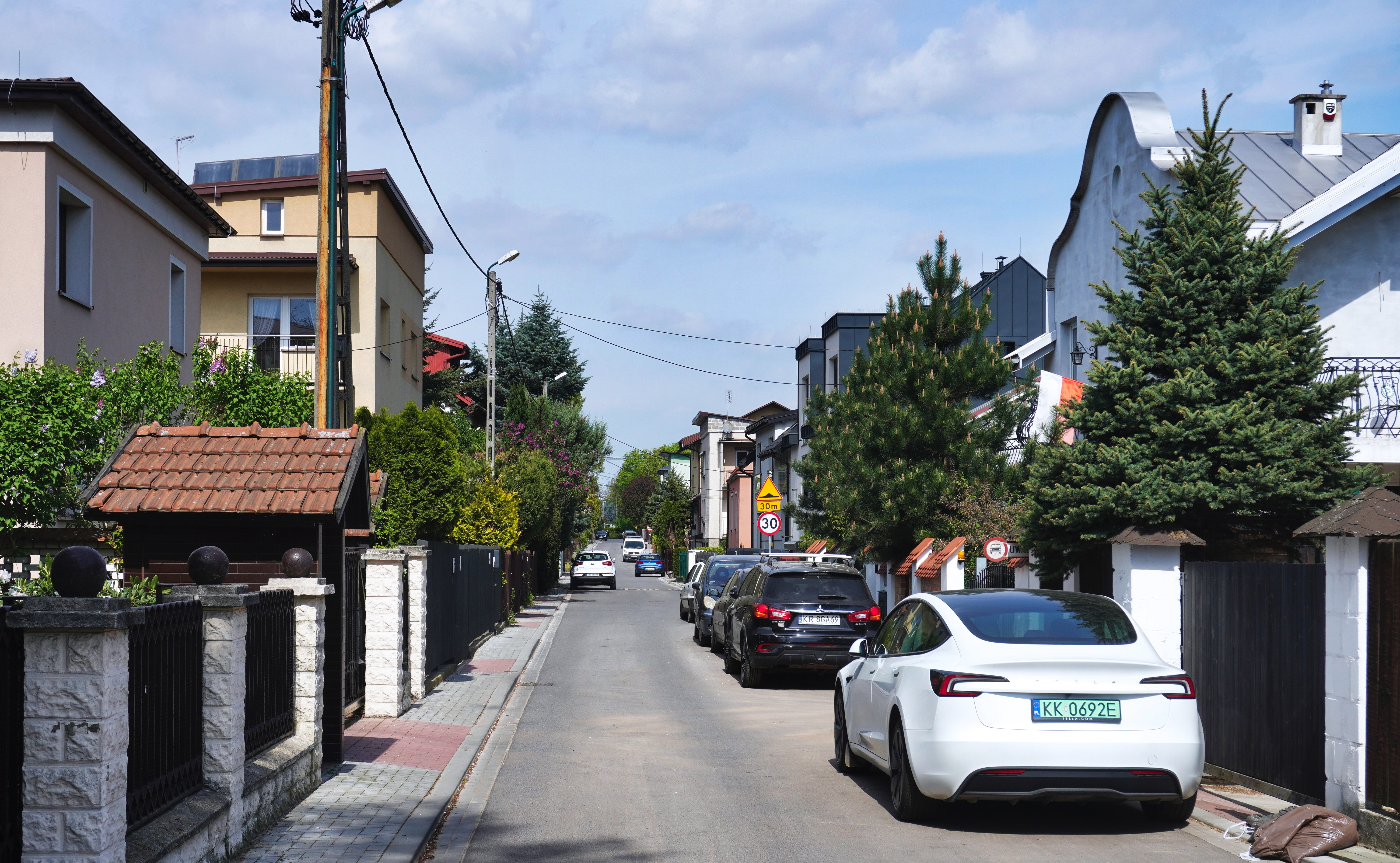
Ulica Piotra Wysockiego